# Lower Augusta Township
Lower Augusta Township ist eine Township im Northumberland County in Pennsylvania, Vereinigte Staaten. Sie wurde 1846 gebildet, als die Augusta Township (eine der sieben 1772 gegründeten ursprünglichen Townships des Northumberland Countys) in die Upper und Lower Augusta Township aufgeteilt wurde. Das U.S. Census Bureau hat bei der Volkszählung 2020 eine Einwohnerzahl von 1.042 ermittelt.

## Geographie

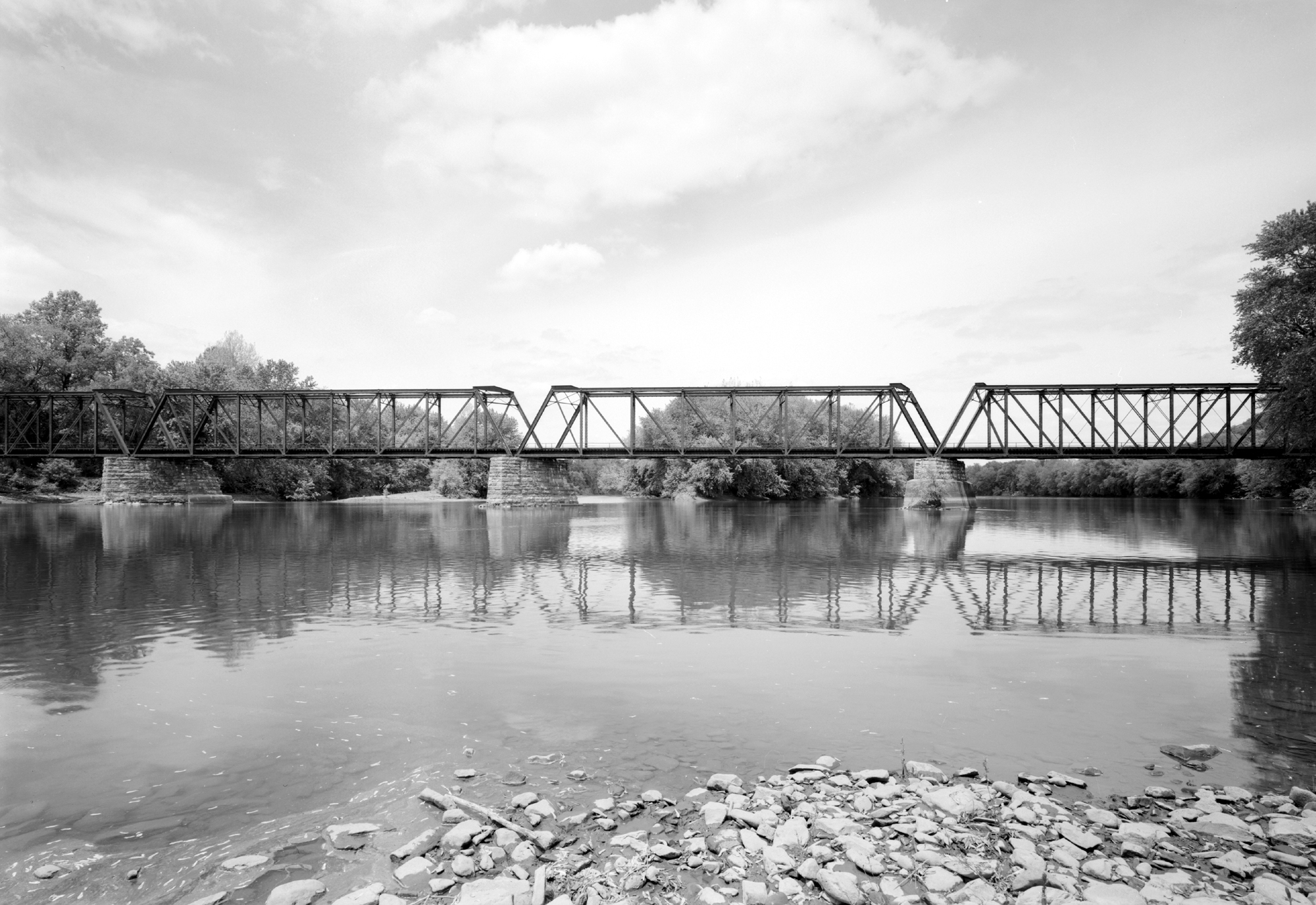
Selinsgrove Bridge, eine Eisenbahnbrücke über den Susquehanna River nach Selinsgrove

Der Großteil der Township besteht aus einer welligen Hügellandschaft. Nach den Angaben des United States Census Bureaus hat die Township eine Fläche von 52,9 km², wovon 47,3 km² auf Land und 5,6 km² (= 10,58 %) auf Gewässer entfallen. Die Township liegt vollständig im Einzugsgebiet des Susquehanna River.
Die natürlichen Grenzen der Township sind der Little Mountain im Süden, der Susquehanna River im Westen und ein rund 300 m hoher Bergrücken nördlich des Sealholtz Run im Norden. Administrativ grenzt die Township im Norden an die Upper Augusta Township und im Nordosten und Osten an die Rockefeller Township. Im Süden benachbart ist die Little Mahanoy Township und vom Westgipfel des Little Mountain westwärts die Jackson Township. Am Westufer des Susquehanna River verläuft die Grenze zum Snyder County mit der Penn Township und nördlich davon der Union Township.
Da der Susquehanna River zum Gebiet der Township gehört, gehören zum Gebiet der Township auch die im Fluss gelegenen, zumeist langgestreckten Inseln. Von Süden nach Norden bzw. flussaufwärts sind dies der Nordteil von Hoover Island, Little Hoover Island direkt nördlich davon, Kinney Island, Fishers Island und Cherry Island. Dazu kommen zahlreiche kleinere unbenannte Inseln sowie Sand- und Kiesbänke.
In der Township liegen eine Reihe von benannten Ortschaften. Selinsgrove Junction liegt am Ostufer des Susquehanna Rivers, wo die Selinsgrove Bridge über den Fluss führt. Asherton und Mile Run sind Straßendörfer im Tal des Hallowing Run, und im Tal des Boile Run liegt Patricksburgh. Die Siedlung Resler liegt ganz im Südosten der Township.

## Demographie
Zum Zeitpunkt des United States Census 2000 bewohnten Lower August Township 1079 Personen. Die Bevölkerungsdichte betrug 22,8 Personen pro km². Es gab 425 Wohneinheiten, durchschnittlich 9,0 pro km². Die Bevölkerung Lower August Townships bestand zu 98,42 % aus Weißen, 0,19 % Schwarzen oder African American, 0 % Native American, 0,56 % Asian, 0 % Pacific Islander, 0,83 % gaben an, anderen Rassen anzugehören und 0,28 % nannten zwei oder mehr Rassen. 401 % der Bevölkerung erklärten, Hispanos oder Latinos jeglicher Rasse zu sein.
Die Bewohner Lower August Townships verteilten sich auf 29,7 Haushalte, von denen in 71,3 % Kinder unter 18 Jahren lebten. 4,0 % der Haushalte stellten Verheiratete, 19,5 % hatten einen weiblichen Haushaltsvorstand ohne Ehemann und 15,7 % bildeten keine Familien. 5,7 % der Haushalte bestanden aus Einzelpersonen und in 2,68 % aller Haushalte lebte jemand im Alter von 65 Jahren oder mehr alleine. Die durchschnittliche Haushaltsgröße betrug und die durchschnittliche Familiengröße 2,99 Personen.
Die Bevölkerung verteilte sich auf 21,5 % Minderjährige, 8,8 % 18–24-Jährige, 25,8 % 25–44-Jährige, 31,0 % 45–64-Jährige und 13,0 % im Alter von 65 Jahren oder mehr. Der Median des Alters betrug 41 Jahre. Auf jeweils 100 Frauen entfielen 103,6 Männer. Bei den über 18-Jährigen entfielen auf 100 Frauen 104,1 Männer.
Das mittlere Haushaltseinkommen in Lower August Township betrug 41.087 US-Dollar und das mittlere Familieneinkommen erreichte die Höhe von 44.417 US-Dollar. Das Durchschnittseinkommen der Männer betrug 30.969 US-Dollar, gegenüber 20.147 US-Dollar bei den Frauen. Das Pro-Kopf-Einkommen belief sich auf 16.877 US-Dollar. 2,7 % der Bevölkerung und 1,5 % der Familien hatten ein Einkommen unterhalb der Armutsgrenze, davon waren 0,4 % der Minderjährigen und 5,6 % der Altersgruppe 65 Jahre und mehr betroffen.